# 2010年沪昆铁路列车脱轨事故
2010年沪昆铁路列车脱轨事故是2010年5月23日凌晨2時10分发生在沪昆铁路上江西省东乡县孝岗镇河坊村一起铁路事故。该事故造成K859次列车（现D197/198次列车）乘客死亡19人，伤71人，其中重伤11人。相鄰的鷹潭市余江县被急召參與救援。

## 事故原因
5月，江西省内发生多次强降雨。5月下旬，强降雨由西向东入境，进而席卷全省。20日开始，江西省约50个县遇暴雨天气，20至23日全省平均降雨达到75.5毫米，多个县市遭遇大雨或大暴雨，其中东乡县降雨量达到85.7毫米。连日暴雨导致省内多处发生泥石流、山体滑坡等自然灾害。
据事后勘察，事故发生地点上方20米有一条公路，滑坡点在公路上方20米。事故发生前，该地点发生山体滑坡，塌方的土石经公路下落，掩埋沪昆铁路线路，随后K859次旅客列车经过，撞上塌方土石，造成事故。塌方土石约有8000立方米。

## 事故经过
5月22日下午16时42分，K859次旅客列车由上海南出发开往桂林。次日凌晨2时10分，运行中的K859次旅客列车在沪昆铁路江西省抚州市东乡县孝岗镇河坊村附近的K699+700m处撞上塌方土石发生脱轨事故。
发生事故的列车共有机车和17节车厢，事故导致机车和第1至9号共8节车厢（2号缺编）脱轨。牵引该列车的和谐电3型电力机车约重138吨，而其牵引的客车车厢不含运载仅有16吨，导致机车后方的车厢遭到严重挤压，1至4节车厢脱轨并侧翻，其中6号车厢叠在4号车厢上方，完全变形，7至9节车厢被拧成“之”字形。
脱轨的车厢多是卧铺车厢，事故又发生在凌晨，旅客多在睡梦之中，并无多大防范。脱轨车厢的乘客多受挤压和震动造成骨折，伤势较重，未脱轨车厢多位伤者是因为巨大惯性从床位上摔下导致撞伤、擦伤或昏迷。

## 救援情况
凌晨2时42分，东乡县消防大队接警，派遣消防车和消防兵于3时15分抵达事故现场。后余江县消防部队派兵增援，抚州市、鹰潭市两地的消防部队共派遣150人到达事故现场，后有多方人员参与救援工作，共约2000人。鹰潭、抚州等市大量医护人员也赶到现场。救援主要进行破拆工作，解救被扭曲的车体围困的旅客。伤员一经抬出，则被一旁待命的救护车送到临近医院。救援人员并抬出多具遇难者遗体。共有53名被困的旅客获救，280名乘客被疏散或转移。受伤旅客被送往南昌市、余江县、鹰潭市等地的多家医院接受治疗。
事发后，江西省省委书记苏荣、省长吴新雄、副省长洪礼和和抚州市市委书记甘良淼、市长张勇赶到救援现场。承担K859次旅客列车运营的南宁铁路局成立了专门处理此事故的小组赶赴事故现场，并与南昌铁路局协调，进行事故的处理工作。

## 其他影响
由于此次事故，上海南站始发的K71（上海南—重庆北）、D93（上海南—南昌）、K111（上海南—贵阳）、K123（上海南—襄樊）、K253（上海南—宜昌）、K575（上海南—邵阳）、K807（上海南—怀化）停运，另有K11（上海南—武昌）、Z27（上海南—武昌）、K79（上海南—昆明）、K181（上海南—昆明）、K537（上海南—南宁）、K859（上海南—桂林，事故车）、1373（上海南—怀化）等列车晚点时间未定。鹰潭站后的列车也不同程度受到影响。上海南站开设了7个窗口，为该路线上的旅客办理退票手续。沿线各车站在进站口和售票厅等处对受事件影响停运、延误的列车信息进行公告，随时刷新，提醒旅客变更出行方式或出行时间。除上海南站外，沿线车站均开设专门窗口，受理受此事故影响的列车的全额退票。此外，沪九直通车被迫改线行驶，其余多趟列车取消、折返或延误。当日下午，因该事件影响共造成客车28列停开、31列折返、10列迂回。
事发后，同线的多次列车接到通知后采取紧急刹车，但由于多日下雨，停车处皆是一片汪洋，难以接受食品补充。一些乘客由于停车长时间滞留车厢，晚点时间未知，加上缺乏食物，出现焦躁情绪。此外，一些列车储存的电力用尽。

## 善后工作
中共中央总书记胡锦涛就该事件做出指示，要求组织力量全力抢救受伤人员，妥善处理善后工作，尽快恢复铁路运行。同时要求相关部门举一反三，加强防范，确保人民生命财产安全。国务院副总理张德江就胡锦涛的指示提出具体要求。
事故发生时，中华人民共和国铁道部部长刘志军正在国外访问，事发后他就此事件作出安排。要求全力抢救受伤人员并处理好善后工作，对滞留旅客做好安抚、转运和食宿提供。并要求查明事故原因，吸取教训，杜绝此类事故再次发生，要求铁路人员深入一线参与抗洪工作，保证运输安全通畅和社会稳定。铁道部副部长卢春房和相关人员赶到事发现场指挥救援工作。
南宁铁路局也要求对各类火车设备进行全方位的检查，并对铁路沿线的公路和山体进行排查，重点排查铁路附近的水库和开荒地。南宁铁路局并规定，铁路沿线降雨量超过一定值后，列车应当减速运行，雨后还要组织人员对路线进行专门排查，严防类似列车事故再次发生。
为尽快抢通中断的沪昆铁路，共有10多台挖掘机和起重机参与救援抢险。由于事故地点沿线均是陡峭山体，又有塌方土石，大型设备难以进入，现场一直是小型机器参与抢险。救援期间大雨基本停止，为救援工作创造了良好条件。经过铁路部门、地方政府和地方驻军等力量的抢修，沪昆铁路已于当日21时15分恢复通车。沪昆铁路上下行共中断约19小时。
除重伤仍在接受治疗的旅客外，事故列车上的生还旅客从向塘站出发，乘专列于24日清晨抵达桂林站。